# Cajero automático

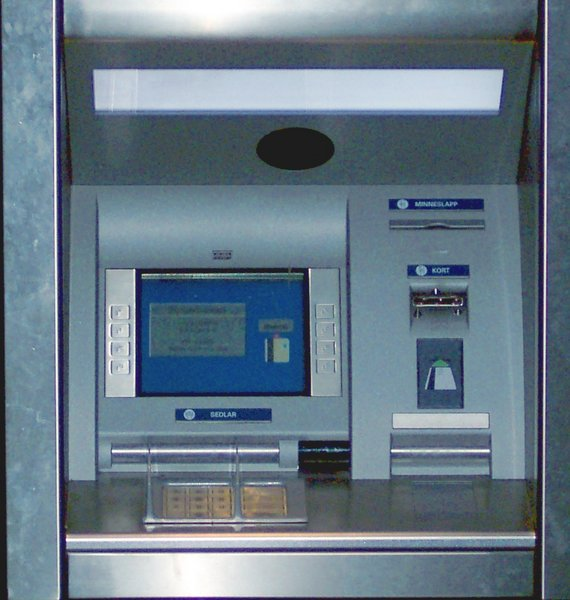
Cajero automático.

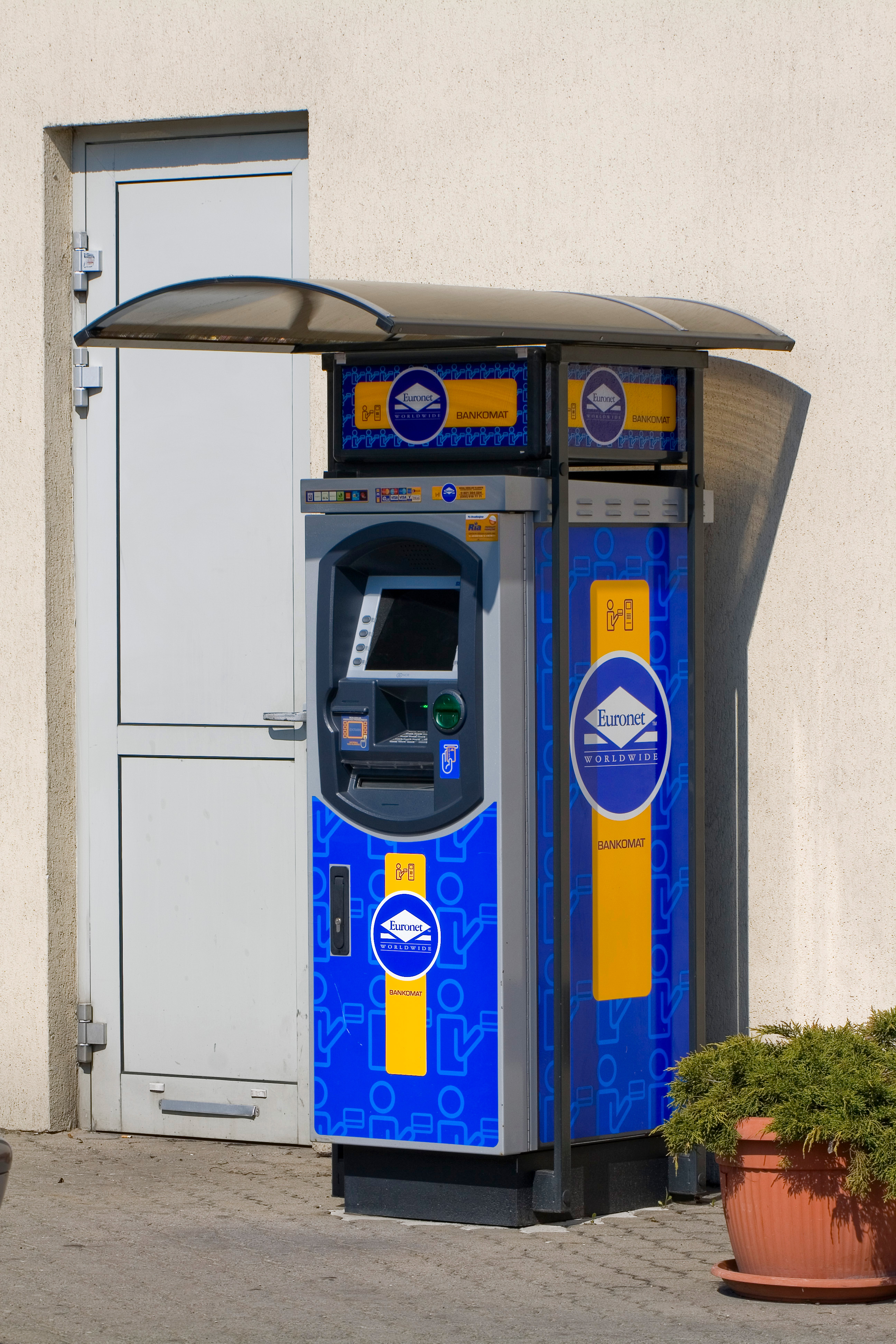
Cajero automático sin empotrar.

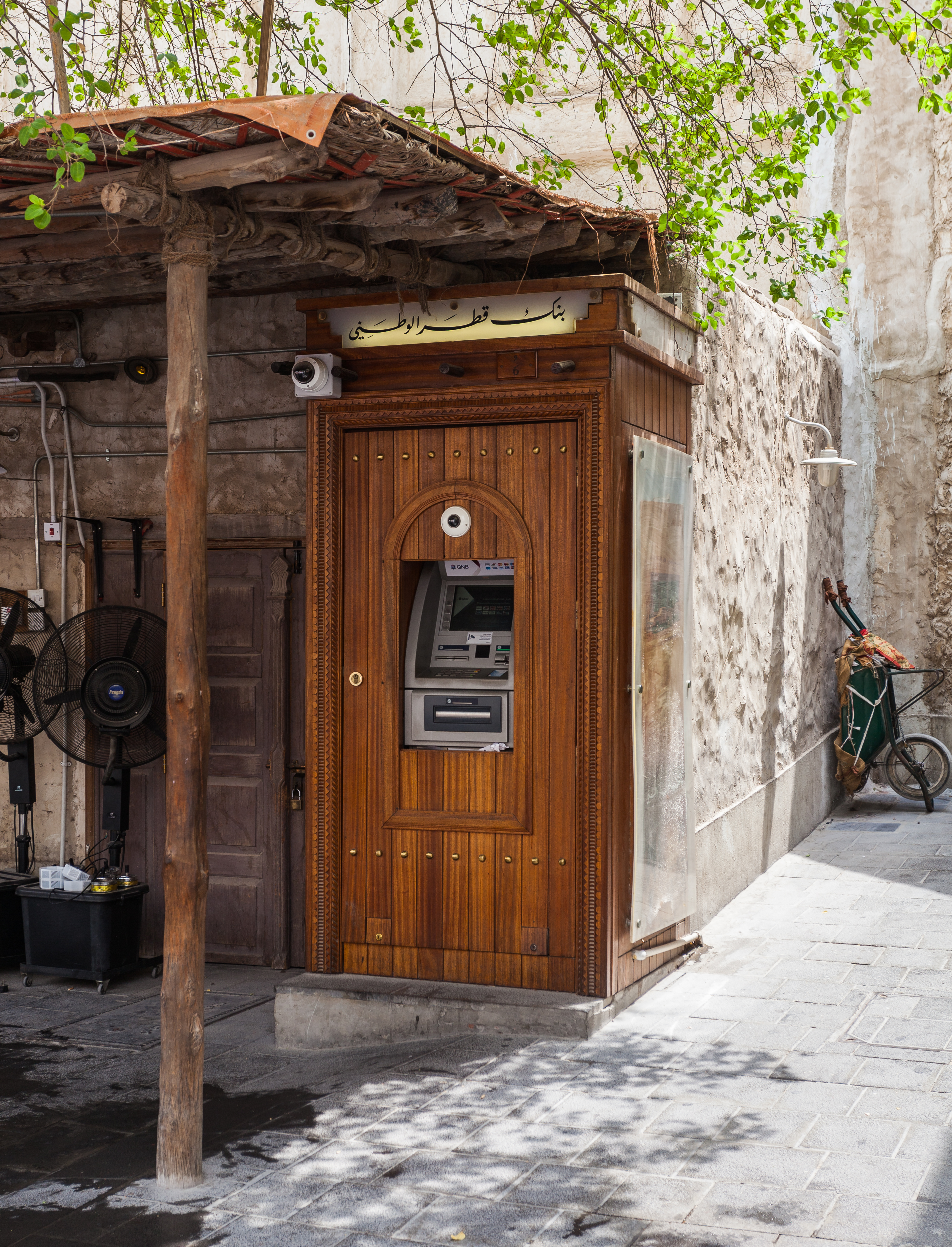
Cajero en el casco antiguo de Doha, Catar.

Un cajero automático es una máquina expendedora usada para extraer dinero utilizando una tarjeta de plástico con banda magnética o un chip (por ejemplo, tarjeta de débito o tarjeta de crédito), sin necesidad de presencia del personal del banco.
Suelen tener una pequeña impresora matricial o impresora térmica para imprimir los resguardos de la operación.

## Funciones
- Extracción de dinero en efectivo de la cuenta bancaria o débito.
- Actualización de la libreta de ahorros.
- Obtención y cambio de contraseñas olvidadas de banca electrónica o telefónica.
- Compra y recogida de entradas.
- Recarga de tarjeta telefónica o bono de transporte.
- Recarga de tarjeta monedero.
- Ingreso de dinero en la cuenta mediante un sobre, normalmente proporcionado por el propio cajero, en el que introduce el dinero en billetes o un cheque.
- Recarga de crédito para teléfono móvil prepago.
- Obtención del listado del uso del bono transporte.
- Obtención de los movimientos de una cuenta o débito.
- Envío de dinero al extranjero.
- Pago de servicios públicos.

## Historia y evolución
El concepto de un dispositivo para transacciones bancarias automatizadas se remonta a mediados del siglo XX. Uno de los primeros prototipos fue el Bankograph, una máquina desarrollada en 1939 por el inventor armenio-estadounidense Luther George Simjian. Este dispositivo fue diseñado para permitir a los clientes realizar depósitos de dinero o cheques en cualquier momento del día, aunque su uso fue limitado y la invención no tuvo éxito comercial inmediato.
El cajero automático dispensador de efectivo modelo moderno, tal como lo conocemos hoy, fue inventado por el ingeniero escocés John Shepherd-Barron. Su idea surgió en 1965. El primer cajero automático de su diseño se instaló el 27 de junio de 1967 en la sucursal de Barclays Bank en Enfield, Londres. Para verificar la identidad de los usuarios, la máquina utilizaba un sistema de cheques de papel impregnados con un material radiactivo, específicamente carbono-14, que se leía al ser insertado en la máquina. El usuario debía ingresar un número de identificación personal para completar la transacción. Este sistema marcó el inicio de la era de la banca automatizada.

## Tecnología
Los cajeros automáticos modernos son sistemas complejos que combinan hardware, software y conectividad a redes bancarias. El hardware de un cajero automático típicamente incluye:
- Una unidad central de procesamiento que gestiona todas las operaciones.
- Un lector de tarjetas que inicialmente utilizaba banda magnética y que, en la actualidad, se ha estandarizado con la tecnología de chip (EMV) para mayor seguridad.
- Una pantalla que puede ser interactiva (táctil).
- Un teclado numérico para la introducción del número de identificación personal (PIN).
- Un dispensador de efectivo que entrega los billetes y, en algunos casos, monedas.
- Una impresora para emitir recibos de las transacciones.
- Cámaras de seguridad para monitorear a los usuarios y las transacciones.

La conexión con las redes bancarias se realiza a través de líneas telefónicas dedicadas o conexiones de internet. Esta conectividad permite la verificación en tiempo real del saldo de la cuenta del cliente y la autorización de las transacciones.

## Seguridad
La seguridad es una prioridad fundamental en el diseño y operación de los cajeros automáticos. Estos dispositivos incorporan múltiples medidas para proteger a los usuarios y sus activos:
- Sistemas de encriptación que protegen los datos del cliente, como el número de PIN y la información de la cuenta, durante la comunicación con el banco.
- Medidas físicas como carcasas de acero blindado y sistemas de anclaje que previenen el robo de la máquina.
- Cámaras de vigilancia que registran las transacciones y la actividad alrededor del cajero.
- Sensores de seguridad que detectan intentos de manipulación o robo, activando alarmas y notificaciones a las autoridades.
- Protocolos de seguridad bancaria, como límites de retiro diarios y autenticación de dos factores, que ayudan a prevenir el fraude.

## Tipos de cajeros automáticos
Los cajeros automáticos varían dependiendo de la necesidad de cada banco. Principalmente se dividen en dos tipos: full y cash.
Los cajeros automáticos full son aquellos que permiten extraer dinero y realizar depósitos (mediante sobres, comúnmente). Estos cajeros suelen estar dentro de los bancos, ya sea solo o con alguno más, otro full o cash, pero éste suele ser el cajero principal en la sucursal.
También existen cajeros automáticos para el pago con dinero en efectivo, contrario a lo comúnmente conocido en donde los equipos entregan dinero.

## Impacto social y económico
La invención y proliferación de los cajeros automáticos ha tenido un profundo impacto en la banca y la sociedad. Estos dispositivos han brindado a los clientes una mayor conveniencia y flexibilidad, permitiendo el acceso a sus fondos las 24 horas del día, los 7 días de la semana, sin importar la ubicación geográfica. Para los bancos, los cajeros automáticos han significado una reducción en los costos operativos y una ampliación de sus servicios más allá de las sucursales físicas.